# Cornelis van Foreest (1756-1825)
Cornelis van Foreest, heer van Schoorl en Camp en heer van De Mijl, Nadort en Krabbe, (Alkmaar, 9 juni 1756 – Heiloo, 24 maart 1825) was een Alkmaarse jonkheer, jurist, regent, Nederlands politicus en patriot.

## Biografie
Van Foreest werd geboren als zoon van Dirk van Foreest en Maria Wilhelmina Stoesak. Hij erfde van zijn vader de heerlijkheid van Schoorl en Camp, alsmede de buitenplaats Nijenburg. De heerlijkheid van De Mijl, Nadort, en Krabbe, gelegen op het eiland van de stad Dordrecht, kocht hij uit de nalatenschap van Van Nassau-Bergen. Cornelis van Foreest studeerde rechten in Leiden en promoveerde aldaar in 1776. Hij trouwde in 1784 te Echteld met Jeanette Agnes barones van Delen (1762-1830). Hun zoon Dirk (1792-1833) volgde zijn vader op in diens heerlijkheden en de daaraan verbonden functies.

### Patriottentijd
In 1778 werd Cornelis van Foreest raad in van de vroedschap van Alkmaar. Daarnaast vervulde hij diverse openbare ambten zoals die van hoofdingeland, baljuw en dijkgraaf van de Heerhugowaard. Hij liet zich gelden als een vooraanstaand leider van de patriotten, samen met zijn stadgenoot Ludovicus Timon de Kempenaar. Hij nam deel aan de te Amsterdam gehouden vergaderingen van voorstanders van de vrijheid in de jaren 1783, 1785 en 1786 en was actief bij het opstellen van het Leids Ontwerp in oktober 1785. Hij was secretaris van het patriottisch Nationaal Fonds te Alkmaar en lid van de Commissie van Defensie, die in Woerden bijeenkwam. In oktober 1787 werd hij beschuldigd van medeplichtigheid aan de aanhouding van prinses Wilhelmina, niet bij Goejanverwellesluis, maar aan de Vlist. Op 11 oktober 1787 werd Foreest uit alle ambtsbetrekkingen gezet. (De prinses had geëist dat het overgrote deel van het vooruitstrevende stadsbestuur (95%) naar huis werd gestuurd).
In mei 1788 vluchtte Van Foreest met zijn vrouw en Martinus van Toulon incognito alsnog naar Brussel, aangezien zij door het Hof van Holland gedagvaard werden. In Brussel en Sint-Omaars ontmoette hij vele andere uitgeweken patriotten. De beide mannen keerden alweer vrij snel terug, vanwege een ruzie tussen de democraten en de aristocraten.
Na de komst van de Fransen eind december 1794, vluchtten stadhouder Willem V en zijn echtgenote op 18 januari 1795 naar Engeland. Eén dag later is de Bataafse Revolutie uitgeroepen en overal in de Republiek zijn de prinsgezinde vroedschapsleden verzocht het kussen te verlaten.

### Bataafse Republiek
Op 21 januari 1795 werd Cornelis van Foreest gekozen als afgevaardigde van de Alkmaarse burgerij. Hij vervulde kortstondig het ambt van burgemeester van Alkmaar van 22 januari 1795 tot september 1795. Daarna vervulde hij diverse landelijke functies in de Bataafse Republiek. Was lid van het Intermediair Wetgevend Lichaam, en voorzitter van beide Kamers van het Vertegenwoordigend Lichaam. Na de opheffing van de Bataafse Republiek in 1806 legde Cornelis van Foreest al zijn openbare functies neer en werd advocaat.
Na het vertrek van de Fransen in 1814 keerde Cornelis terug in de politiek. Hij werd lid van de Provinciale Staten en Gedeputeerde Staten van het noorden van Holland en lid van de Ridderschap van Holland.